# フリードリヒ・ハインリヒ・ヴィルヘルム (シュレースヴィヒ＝ホルシュタイン＝ゾンダーブルク＝グリュックスブルク公)
フリードリヒ・ハインリヒ・ヴィルヘルム（Friedrich Heinrich Wilhelm von Schleswig-Holstein-Sonderburg-Glücksburg, 1747年3月15日 グリュックスブルク - 1779年3月13日 グリュックスブルク）は、シュレースヴィヒ＝ホルシュタイン＝ゾンダーブルク＝グリュックスブルク家（1622年創設）の第5代公爵（在位：1766年 - 1779年）。デンマークの将軍。

## 生涯
シュレースヴィヒ＝ホルシュタイン＝ゾンダーブルク＝グリュックスブルク公フリードリヒと、その妻でリッペ＝デトモルト伯ジーモン・ハインリヒ・アドルフの娘であるヘンリエッテ・アウグステの間の第2子・長男。1766年父の死に伴い、父の代にその所領の多くを喪失した公爵領を継承する。同時に祖父の代から仕えるデンマーク軍での軍務にも勤しみ、最終的に騎兵部の陸軍少将まで至った。1773年エレファント勲章を拝受。
1769年ナッサウ＝ザールブリュッケン侯ヴィルヘルム・ハインリヒの娘アンナ・カロリーネ（1751年 - 1824年）と結婚したが、間に子が生まれず、1779年にフリードリヒ・ハインリヒ・ヴィルヘルムが死ぬと、古グリュックスブルク家は断絶した。公爵家の所領・財産はすべてデンマーク王室財産に回収された。ただし未亡人アンナ・カロリーネはグリュックスブルク城の用益権を認められたため、1782年に再婚相手となったブラウンシュヴァイク元帥とともに、1824年に死ぬまで同城に居住した。